# Pablo Virgilio David
Pablo Virgilio «Ambo» David y Siongco (Betis, 2 de marzo de 1959) es un eclesiástico católico filipino, obispo de Caloocan desde 2015 y presidente de la Conferencia de Obispos Católicos de Filipinas.

## Biografía
Nació en Betis, Guagua, Pampanga el 2 de marzo de 1959.
Asistió al Seminario Menor Madre del Buen Consejo en San Fernando, Pampanga para su educación secundaria.  Obtuvo su licenciatura en Pre-Divinidad en la Universidad Ateneo de Manila, su maestría en Teología en la Escuela de Teología de Loyola, y su licenciatura y doctorado (summa cum laude) en Sagrada Teología en la KU Leuven en Bélgica.
Se formó también en la Escuela Bíblica y Arqueología Francesa de Jerusalén y es considerado uno de los principales expertos en Biblia del país.

### Sacerdocio
Fue ordenado diácono el 28 de septiembre de 1982. Su ordenación sacerdotal fue el 12 de marzo de 1983, a manos del arzobispo Oscar Cruz; incardinándose en la arquidiócesis de San Fernando.

### Episcopado
El 26 de mayo de 2006, el papa Benedicto XVI lo nombró  obispo titular de Guardialfiera y obispo auxiliar San Fernando. Fue consagrado el 10 de julio del mismo año, a manos del cardenal Gaudencio Rosales.
El 14 ce octubre de 2015, el papa Francisco lo nombró obispo de Kalookan. Tomó posesión canónica en enero de 2016.
Asistió a la XII Asamblea General Ordinaria del Sínodo de los obispos, Ciudad del Vaticano, del 5 al 26 de octubre de 2008, sobre "La Palabra de Dios en la vida y misión de la Iglesia".
Fue elegido presidente de la Conferencia de Obispos Católicos de Filipinas el 8 de julio de 2021. Fue vicepresidente desde 2017 hasta 2021, y sucedió al expresidente Rómulo Vallés el 1 de diciembre de 2021, donde será sucedido por Gilbert Garcera, como presidente de la Conferencia Episcopal Filipinas el 1 de diciembre de 2025.
En 2023, fue elegido representante asiático en la XVI Asamblea General Ordinaria del Sínodo de los Obispos. También fue elegido vicepresidente de la Federación de Conferencias Episcopales de Asia en la reunión del comité central en Bangkok, sucediendo a Malcolm Ranjith.

### Cardenalato

Escudo de armas del cardenal Pablo Virgilio David solo con sus armas personales.

El 6 de octubre de 2024, durante el Ángelus del papa Francisco, se hizo público que sería creado cardenal. Fue creado cardenal por el papa Francisco durante el consistorio del 7 de diciembre del mismo año, con el titulus de cardenal presbítero de la Transfiguración de Nuestro Señor Jesucristo. Se convirtió en el décimo filipino en unirse al Colegio Cardenalicio, el tercer filipino nombrado cardenal por Francisco y el primer cardenal de su diócesis.

## Posiciones políticas e ideológicas
David es conocido por ser un crítico de la guerra contra las drogas del presidente Rodrigo Duterte.
El 19 de julio de 2019, el Grupo de Investigación y Detección Crimina de la Policía Nacional Filipina presentó cargos contra David, los obispos Honesto Ongtioco y Sócrates Villegas y miembros de la oposición por "sedición, difamación cibernética, difamación, estafa, encubrimiento de un criminal y obstrucción de la justicia". Los cargos fueron retirados en 2020.